# Джойнер, Эл
Эл Джойнер (англ. Alfredrick Alphonzo «Al» Joyner; род. 19 января 1960, Ист-Сент-Луис, Иллинойс) — американский легкоатлет (тройной прыжок), чемпион летних Олимпийских игр 1984 года в Лос-Анджелесе.

## Биография
Эл Джойнер выступал за колледж Университета штата Арканзас. Он был вторым в тройном прыжке на соревнованиях NCAA Meet 1983 года и четыре раза был чемпионом конференции Southland.
На чемпионате мира 1983 года он занял 8-е место. Но он успешно отобрался на летние Олимпийские игры 1984 года. На самой Олимпиаде Джойнер стал олимпийским чемпионом, прыгнув на 17,26 м, опередив своего соотечественника, серебряного призёра Майка Конли (17,18 м) и британца Кейта Коннора (16,87 м), занявшего третье место.
После ухода из большого спорта Джойнер стал тренером Калифорнийского университета в Лос-Анджелесе. Затем он создал свою тренерскую группу, к которой вскоре присоединились атлеты из различных видов спорта, чтобы улучшить свои скоростные характеристики. В 2007 году он стал тренером Олимпийского комитета США по прыжкам в воду.

## Признание
Джойнер был избран в Зал славы лёгкой атлетики Университета штата Арканзас, Зал славы лёгкой атлетики штата Арканзаса и Зала славы лёгкой атлетики Иллинойса.

## Семья
Джойнер был мужем и тренером известной американской легкоатлетки, чемпионки мира и Олимпийских игр Флоренс Гриффит-Джойнер. Его сестра Джекки Джойнер-Керси также была многократной чемпионкой мира и Олимпийских игр.